# Tálegán megye

Alborz tartomány megyéinek elhelyezkedése

Tálegán megye (perzsául: شهرستان طالقان) Irán Alborz tartománynak északi megyéje az ország északi részén. Északon Mázandarán tartomány, délkeleten Karadzs megye, délen Szávodzsbolág megye, nyugaton Kazvin tartomány határolják. Székhelye a 3200 fős Tálegán városa. A megye lakossága 25 781 fő. A megye egy kerületből áll: Központi kerület.
A terület ismert enyhe, napos nyarairól és hűvös teleiről.

## Fordítás
- Ez a szócikk részben vagy egészben  a   Taleqan County című angol Wikipédia-szócikk ezen változatának fordításán alapul.  Az eredeti cikk szerkesztőit annak laptörténete sorolja fel. Ez a jelzés csupán a megfogalmazás eredetét és a szerzői jogokat jelzi, nem szolgál a cikkben szereplő információk forrásmegjelöléseként.